# David Whittaker
David Whittaker (Bury, 24 aprile 1957) è un compositore e autore di videogiochi britannico.

## Carriera
Prima di intraprendere la carriera nel mondo dei videogiochi, fu membro di un gruppo new romantic chiamato "Beu Leisure".
Nel 1982 cominciò a interessarsi anche allo sviluppo completo dei videogiochi, iniziando a programmare su Commodore VIC-20. Per la Mr. Micro realizzò i giochi per Commodore 64 Humphrey (clone di Q*bert), Punchy (clone di Hunchback) e Mayhem nel 1983. Probabilmente il titolo più noto è Lazy Jones, edito da Terminal Software (1984).
Ha altresì realizzato musiche per altre piattaforme come Amstrad CPC, ZX Spectrum, Atari ST, MSX e Amiga. Tra gli altri temi per videogiochi sono da ricordare quelli di Glider Rider, Slaine, The Armageddon Man, Amaurote, BraveStarr, Shadow of the Beast, Menace e Obliterator. Ha collaborato per diverso tempo con la Electronic Arts.

## Videogiochi
Elenco approssimativo dei giochi ai quali Whittaker ha lavorato, per almeno una delle loro versioni (le date si riferiscono alle sue versioni).

### Sviluppo
- Hocus Focus (1986)
- Humphrey (1983)
- Lazy Jones (1984)
- Mayhem (1983)
- Punchy (1983)
- Spitting Image: The Computer Game (1988)

### Musiche ed effetti
- 007: The World is Not Enough (2000)
- 007: Tomorrow Never Dies (1999)
- 1st Person Pinball (198)
- 4 Soccer Simulators (1988)
- Adventure Pinball: Forgotten Island (2001)
- Alfred Chicken (1993)
- Alfred's Adventure (2000)
- Alien Syndrome (1988)
- Alien³ (1993)
- Allan Border's Cricket (1993)
- Amaurote (1987)
- APB: All Points Bulletin (1989)
- Arcade Flight Simulator (1989)
- Archipelagos (1989)
- Army Moves (1987)
- ATAC: The Secret War Against Drugs (1992)
- ATV Simulator (1987)
- AV-8B Harrier Assault (1992)
- Back to the Future Part II (1990)
- Bad Company (1989)
- Ballistix (1989)
- Battle Cars (1993)
- Battle for the Ashes (1995)
- Beyond the Ice Palace (1988)
- Bionicle Heroes (2006)
- Birds of Prey (1992)
- Blazer (1987)
- Blood Money (1989)
- Bloodwych (DOS, 1991)
- BMX Freestyle (1989)
- BMX Simulator (1986)
- BMX Simulator 2 (1989)
- Boot Camp (1987)
- BraveStarr (1987)
- Bronx Street Cop (1989)
- Bubble Bobble (1987)
- Buffalo Bill's Wild West Show (1989)
- Captain Fizz Meets the Blaster-Trons (1989)
- Carrier Command (1988), solo effetti
- Chaffinch Challenge (2007)
- Chase H.Q.: Secret Police (1999)
- Chase H.Q. (1990)
- Chavez (1993)
- Cheap Skate (1988)
- Chip's Challenge (1990)
- Chrono Quest (1988)
- Circus Games (1988)
- Cloud Kingdoms (1990)
- Combat School (1987), versione ZX Spectrum 48k
- Contra (1987)
- Cosmic Pirate (1989)
- Le cronache di Narnia: Il leone, la strega e l'armadio (2005)
- Le cronache di Narnia: Il principe Caspian (2008)
- Custodian (1989)
- Dan Dare III: The Escape (1990)
- Danger Zone (1986)
- Days of Thunder (1990)
- Death Stalker (1989)
- Death Wake (1985)
- Defcom (1986)
- Destructo (1987)
- Dizzy (1988)
- Dogs of War (1989)
- Dream TV (1992)
- Elite (1991)
- Elitserien 96 (1995)
- Emlyn Hughes Arcade Quiz (1990)
- Emlyn Hughes International Soccer (1990)
- The Empire Strikes Back (1988)
- Enduro Racer (1987)
- Epic (1992)
- Exterminator (1991)
- Eye of Horus (1989)
- F/A-18 Simulator (2000)
- F-117 Night Storm (1993)
- Faceball 2000 (1991)
- Fantasy World Dizzy (1989)
- Fast Food (1989)
- Feud (1987)
- Fire and Brimstone (1990)
- Fire Fight (1996)
- Fire Force (1992)
- Firepower 2000 (1992)
- Fleet Command (199)
- Fright Night (1988)
- Fruit Machine Simulator 2 (1990)
- Fruit Machine Simulator (1987)
- Garfield: Big, Fat, Hairy Deal (1988)
- Gazza II (1990)
- Ghost Hunters (1987)
- Ghostbusters II (1989)
- Ghosts 'n Goblins (1986)
- Gilbert: Escape from Drill (1989)
- Glider Rider (1986)
- G-Man (1986)
- Gods (1992)
- The Gold of the Aztecs (1990)
- Golden Axe (1990)
- Goldrunner II (1988)
- Grand Prix Simulator (1987)
- Grand Prix Simulator 2 (1989)
- Grange Hill (1987)
- Grimblood (1990)
- Gunship 2000 (1993)
- Helter Skelter (1990)
- International Rugby Simulator (1988)
- International Soccer Challenge (1990)
- International Speedway (1988)
- Jail Break (1986)
- Jet Bike Simulator (1988)
- Jupiter's Masterdrive (1990)
- KGB Superspy (1989)
- Kid Gloves (1990)
- Kikstart 2 (1987)
- Knight Games (1986)
- Knight Tyme (1986)
- Knockout Kings 2000 (1999)
- Knockout Kings 2001 (2001)
- Krusty's Super Fun House (1992)
- Last Mission (1986)
- Leatherneck (1988)
- LEGO Indiana Jones: Le avventure originali (2008)
- LEGO Ninjago - Il film: Videogame (2017)
- LEGO Star Wars II: La trilogia classica (2006)
- LEGO Star Wars: Il videogioco (2005)
- LEGO Star Wars: La saga completa (2013)
- Lemmings 2: The Tribes (1993)
- Leviathan (1987)
- Licence to Kill (1989)
- The Living Daylights (1987)
- Loopz (1990)
- The Lost Files of Sherlock Holmes: Case of the Rose Tattoo (1996)
- Madden Football 64 (1997)
- Madden NFL 2001 (2000)
- Madden NFL 98 (1997)
- March Madness '98 (1998)
- Max Headroom (1986)
- Mayday Squad (1989)
- Mega-Apocalypse (1988)
- Menace (1988)
- Michael Jordan: Chaos in the Windy City (1994)
- Millennium 2.2 (1989)
- MLBPA Baseball (1994)
- Monte Carlo Casino (1989)
- Moto X Simulator (1989)
- NASCAR Rumble (2000)
- NBA Showdown (1994)
- NCAA Football 98 (1997)
- NCAA Football 99 (1998)
- NCAA March Madness 2000 (1999)
- Nebulus (1991)
- NHL 96 (1995)
- NHL 97 (1996)
- NHL 98 (1997)
- Ninja (1987)
- Ninja Massacre (1989)
- Nitro Boost Challenge (1989)
- Obliterator (1988)
- Operation Gunship (1989)
- Out Run (1988)
- Pandora (1988)
- Panther (1987)
- PGA Tour 96 (1995)
- PGA Tour Golf III (1994)
- Platoon (1988)
- Poltergeist (1988)
- Populous (1993)
- Powerboat Simulator (1989)
- Pro Skateboard Simulator (1988)
- Professional BMX Simulator (1988)
- Professional Snooker Simulator (1988)
- Pub Trivia Simulator (1989)
- Quadralien (1988)
- R.I.S.K. (1987)
- The Race Against Time (1988)
- Race Drivin' (1992)
- Rampage (1987)
- Rastan (1988)
- Red Max (1987)
- Renaissance (1990)
- Return to Genesis (1988)
- Riddick Bowe Boxing (1993)
- Road Rash (1996)
- Robin Hood: Prince of Thieves (1991)
- R-Type (1991)
- R-Type II (1992)
- R-Type DX (1999)
- Sanxion (1986)
- SAS Combat Simulator (1989)
- The Sentinel (1988)
- Sesame Street: Counting Cafe (1994)
- Shadow of the Beast (1989)
- Shadow Skimmer (1987)
- SimCity (1990)
- Skydive! Go Ahead and Jump (1999)
- Snoopy: The Cool Computer Game (1989)
- Snow Strike (1990)
- Speedball (1988)
- Speedball 2: Brutal Deluxe (1992)
- Spider-Man: Return of the Sinister Six (1992)
- Spitting Image: The Computer Game (1989)
- Split Personalities (1986)
- Splitz (1993)
- Spore (1987)
- Star Trek: The Rebel Universe (1987)
- Star Wars (1984)
- StarRay (1988)
- Storm (1986)
- Stormbringer (1987)
- Stormtrooper (1988)
- Street Surfer (1986)
- Sub Command (2001)
- Supaplex (1991)
- Super G-Man (1987)
- Super Robin Hood (1987)
- Super Stuntman (1987)
- Supercross (2000)
- Superman: The Man of Steel (1989)
- Supremacy: Your Will Be Done (1990)
- Judgment Day (1991)
- Terra Cognita (1986)
- Tetris (1988)
- Theme Park Inc (2001)
- Tiger Woods PGA Tour 2001 (2000)
- Tip Off (1992)
- Toobin' (1989)
- Tornado (1993)
- Total Recall (1990)
- Transformers: The Game (2007)
- Transmuter (1987)
- Treasure Island Dizzy (1988)
- The Tube (1987)
- Twin Turbo V8 (1988)
- USAF: United States Air Force (1999)
- USNF '97 (1996)
- Vampire (1986)
- Verminator (1989)
- Voodoo Nightmare (1990)
- War Cars Construction Set (1988)
- Weird Dreams (1988)
- Wing Commander III: Heart of the Tiger (1996)
- Wonder Boy in Monster Land (1989)
- World Class Rugby: Five Nations Edition (1992)
- World Class Rugby (1991)
- Wrath of the Demon (1990)
- Wreckers (1991)
- Xenon (1988)
- Xenon 2: Megablast (1989)
- Yo, Bro (1991)
- Zombi (1990)
- Zub (1986)

### Direzione audio
- LEGO Batman: Il videogioco (2008)
- LEGO Batman 2: DC Super Heroes (2012)
- LEGO Batman 3: Gotham e oltre (2014)
- LEGO Dimensions (2015)
- LEGO Harry Potter: Anni 1-4 (2010)
- LEGO Harry Potter: Anni 5-7 (2011)
- LEGO Lo Hobbit (2014)
- LEGO Indiana Jones 2: L'avventura continua (2009)
- LEGO Marvel's Avengers (2016)
- LEGO Marvel Super Heroes (2013)
- LEGO Ninjago - Il film: Videogame (2017)
- LEGO Pirati dei Caraibi: Il videogioco (2011)
- LEGO Il Signore degli Anelli (2012)
- LEGO Star Wars: La saga completa (2013)
- LEGO Star Wars III: The Clone Wars (2011)
- Madden NFL 99 (1998)
- Madden NFL 2000 (1999)

### Altro
- Andretti Racing (1996)
- Disney's The Lion King (1993)
- Doctor Who: Destiny of the Doctors (1997)
- The Flintstones (1994)
- The Lawnmower Man (1993)
- LEGO Batman 3: Gotham e oltre (2014)
- Medal of Honor: Allied Assault (2002)
- NASCAR 2001 (2000)
- Nuclear Strike (1997)
- Rumble Racing (2001)
- Sim Theme Park (1999)
- Soviet Strike (1997)